# Viñeta (filatelia)
La viñeta, o más precisamente viñeta sin valor postal, en filatelia, es una especie de sello pero sin valor facial, es decir, no apta para el franqueo postal. Se encuentra junto con el sello o los sellos a los que pertenece, en un pliego o en una hoja bloque, y suele contener un diseño relacionado al tema que trata el sello o la hoja bloque, muchas veces sin mención del país ni de la oficina emisora y, por supuesto, sin indicación de valor alguna. Al igual que los sellos, van dentadas, pero no se pueden adquirir sueltas, ya que siempre se venden junto al sello o a la hoja bloque en cuestión. Aparte de su función ornamental, también puede servir para fines informativos o promocionales.
|                        |
| Sello con viñeta abajo |

|                                 |
| Sello con viñeta a la izquierda |

|                                     |
| Viñeta ornamental entre dos sellos. |

## Viñetas y bordes
Se suele confundir una viñeta con los bordes de los pliegos (también llamados bandeletas), que a veces pueden contener alguna información o ilustración. Un método para diferenciar una bandeleta de una viñeta es que las primeras siempre presentan, al menos, un lado no dentado, mientras que las segundas presentan por norma general los cuatro lados dentados. Además, las posibles ilustraciones en los bordes suelen ser simples y con poca o nula relación con el tema del sello. En los dos siguientes ejemplos se ve claramente esto:

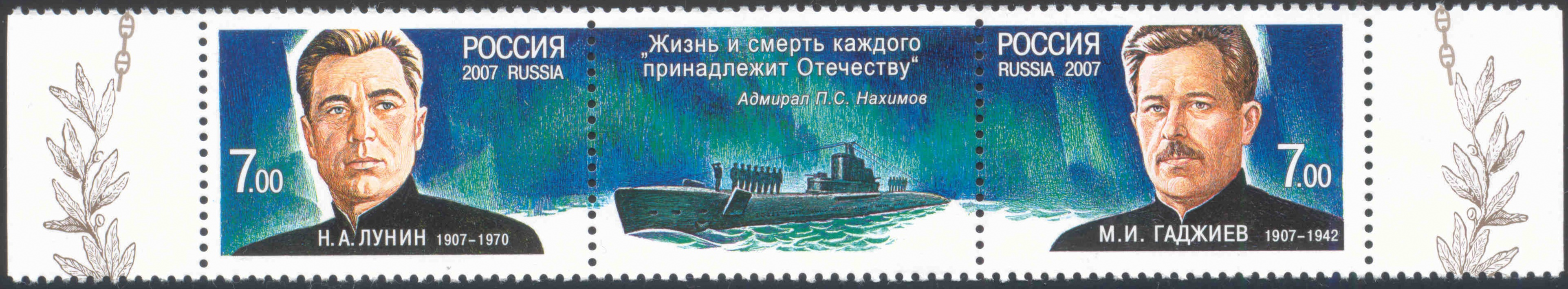
Secuencia de un pliego ruso que contiene dos sellos de 7 rublos, una viñeta (al centro, entre los dos sellos) y dos bordes o bandeletas ilustrados con unas ramas.